# Lliga portuguesa d'hoquei sobre patins masculina
La Lliga portuguesa d'hoquei patins masculina (en portuguès: Campeonato Português de Hóquei em Patins Masculino) és una competició esportiva de clubs d'hoquei sobre patins portuguesos, creada la temporada 1938-39. De caràcter anual, està organitzada per la Federació Portuguesa de Patinatge. Hi participen catorze equips que disputen una lligueta a doble volta, on el primer classificat és el campió de la competició. Des de la temporada 2020-21, es disputa una fase final en format de play-off al millor de cinc partits.
Al llarg de la seva història, la competició ha estat dominada pel Futebol Clube do Porto i l'Sport Lisboa e Benfica, amb vint-i-cinc títols per l'equip de Porto i vint-i-quatre títols per l'equip de Lisboa. Destaca també l'Sporting Clube de Portugal amb nou, i el Clube Desportivo Paço de Arcos, amb vuit títols de Lliga. Durant la dècada del 1960 i 1970 es consolidà l'auge dels clubs africans com el Ferroviário de Lourenço Marques (1962) o el Grupo Desportivo Lourenço Marques (1969, 1971, 1973).

## Palmarès
| En negreta = Equip guanyador (1) = Nombre de campionats Nota: Noms dels equips segons l'època |

| Edició                                                                | Temporada | Campió                                                 | Res.                                                   | Subcampió                                              | refs  |
| --------------------------------------------------------------------- | --------- | ------------------------------------------------------ | ------------------------------------------------------ | ------------------------------------------------------ | ----- |
| I                                                                     | 1938-39   | Sporting CP (1)                                        | lligueta                                               | Clube Infante Sagres                                   |       |
| II                                                                    | 1939-40   | CF Benfica (1)                                         | lligueta                                               | Clube Infante Sagres                                   |       |
| III                                                                   | 1940-41   | CF Benfica (2)                                         | lligueta                                               | CD Paço de Arcos                                       |       |
| IV                                                                    | 1941-42   | CD Paço de Arcos (1)                                   | lligueta                                               | CF Benfica                                             |       |
| V                                                                     | 1942-43   | CF Benfica (3)                                         | lligueta                                               | Académico FC                                           |       |
| VI                                                                    | 1943-44   | CD Paço de Arcos (2)                                   | lligueta                                               | HC Sintra                                              |       |
| VII                                                                   | 1944-45   | CD Paço de Arcos (3)                                   | lligueta                                               | HC Sintra                                              |       |
| VIII                                                                  | 1945-46   | CD Paço de Arcos (4)                                   | lligueta                                               | HC Sintra                                              |       |
| IX                                                                    | 1946-47   | CD Paço de Arcos (5)                                   | lligueta                                               | HC Sintra                                              |       |
| X                                                                     | 1947-48   | CD Paço de Arcos (6)                                   | lligueta                                               | HC Sintra                                              |       |
| XI                                                                    | 1948-49   | HC Sintra (1)                                          | lligueta                                               | CD Paço de Arcos                                       |       |
| XII                                                                   | 1949-50   | HC Sintra (2)                                          | lligueta                                               | CD Paço de Arcos                                       |       |
| XIII                                                                  | 1950-51   | SL Benfica (1)                                         | lligueta                                               | CD Paço de Arcos                                       |       |
| XIV                                                                   | 1951-52   | SL Benfica (2)                                         | lligueta                                               | CD Paço de Arcos                                       |       |
| XV                                                                    | 1952-53   | CD Paço de Arcos (7)                                   | lligueta                                               | CACO                                                   |       |
| XVI                                                                   | 1953-54   | CACO (1)                                               | lligueta                                               | SL Benfica                                             |       |
| XVII                                                                  | 1954-55   | CD Paço de Arcos (8)                                   | lligueta                                               | SL Benfica                                             |       |
| XVIII                                                                 | 1955-56   | SL Benfica (3)                                         | lligueta                                               | Clube Infante Sagres                                   |       |
| XIX                                                                   | 1956-57   | SL Benfica (4)                                         | lligueta                                               | GDS Cascais                                            |       |
| XX                                                                    | 1957-58   | HC Sintra (3)                                          | lligueta                                               | CD Paço de Arcos                                       |       |
| XX                                                                    | 1958-59   | HC Sintra (4)                                          | lligueta                                               | CACO                                                   |       |
| XX                                                                    | 1959-60   | SL Benfica (5)                                         | lligueta                                               | CD Paço de Arcos                                       |       |
| XX                                                                    | 1960-61   | SL Benfica (6)                                         | lligueta                                               | CACO                                                   |       |
| XX                                                                    | 1961-62   | Ferroviário de Lourenço Marques (1)                    | lligueta                                               | SL Benfica                                             |       |
| No es disputà l'any 1963 per la nova reestructuració de la competició |           |                                                        |                                                        |                                                        |       |
| XXI                                                                   | 1964-65   | GD CUF (1)                                             | lligueta                                               | AD Oeiras                                              |       |
| XXII                                                                  | 1965-66   | SL Benfica (7)                                         | lligueta                                               | Ferroviário de Lourenço Marques                        |       |
| XXIII                                                                 | 1966-67   | SL Benfica (8)                                         | lligueta                                               | CD Malhangalene                                        |       |
| XXIV                                                                  | 1967-68   | SL Benfica (9)                                         | lligueta                                               | Ferroviário de Lourenço Marques                        |       |
| XXV                                                                   | 1968-69   | GD Lourenço Marques (1)                                | lligueta                                               | FC Porto                                               |       |
| XXVI                                                                  | 1969-70   | SL Benfica (10)                                        | lligueta                                               | FC Porto                                               |       |
| XXVII                                                                 | 1970-71   | GD Lourenço Marques (2)                                | lligueta                                               | Ferroviário de Lourenço Marques                        |       |
| XXVIII                                                                | 1971-72   | SL Benfica (11)                                        | lligueta                                               | GD Banco Comercial Angola                              |       |
| XXIX                                                                  | 1972-73   | GD Lourenço Marques (3)                                | lligueta                                               | SL Benfica                                             |       |
| XL                                                                    | 1973-74   | SL Benfica (12)                                        | lligueta                                               | Clube Infante Sagres                                   |       |
| XLI                                                                   | 1974-75   | Sporting CP (1)                                        | lligueta                                               | FC Porto                                               |       |
| XLII                                                                  | 1975-76   | Sporting CP (2)                                        | lligueta                                               | FC Porto                                               |       |
| XLIII                                                                 | 1976-77   | Sporting CP (3)                                        | lligueta                                               | AD Oeiras                                              |       |
| XLIV                                                                  | 1977-78   | Sporting CP (4)                                        | lligueta                                               | AD Oeiras                                              |       |
| XLV                                                                   | 1978-79   | SL Benfica (13)                                        | lligueta                                               | FC Porto                                               |       |
| XLVI                                                                  | 1979-80   | SL Benfica (14)                                        | lligueta                                               | Sporting CP                                            |       |
| XLVII                                                                 | 1980-81   | SL Benfica (15)                                        | lligueta                                               | Sporting CP                                            |       |
| XLVIII                                                                | 1981-82   | Sporting CP (5)                                        | lligueta                                               | SL Benfica                                             |       |
| XLIX                                                                  | 1982-83   | FC Porto (1)                                           | lligueta                                               | SL Benfica                                             |       |
| L                                                                     | 1983-84   | FC Porto (2)                                           | lligueta                                               | Sporting CP                                            |       |
| LI                                                                    | 1984-85   | FC Porto (3)                                           | lligueta                                               | Sporting CP                                            |       |
| LII                                                                   | 1985-86   | FC Porto (4)                                           | lligueta                                               | SL Benfica                                             |       |
| LIII                                                                  | 1986-87   | FC Porto (5)                                           | lligueta                                               | UD Oliveirense                                         |       |
| LIV                                                                   | 1987-88   | Sporting CP (7)                                        | lligueta                                               | FC Porto                                               |       |
| LV                                                                    | 1988-89   | FC Porto (6)                                           | lligueta                                               | OC Barcelos                                            |       |
| LVI                                                                   | 1989-90   | FC Porto (7)                                           | lligueta                                               | OC Barcelos                                            |       |
| LVII                                                                  | 1990-91   | FC Porto (8)                                           | lligueta                                               | OC Barcelos                                            |       |
| LVIII                                                                 | 1991-92   | SL Benfica (16)                                        | lligueta                                               | FC Porto                                               |       |
| LIX                                                                   | 1992-93   | OC Barcelos (1)                                        | lligueta                                               | FC Porto                                               |       |
| LX                                                                    | 1993-94   | SL Benfica (17)                                        | lligueta                                               | OC Barcelos                                            |       |
| LXI                                                                   | 1994-95   | SL Benfica (18)                                        | lligueta                                               | OC Barcelos                                            |       |
| LXII                                                                  | 1995-96   | OC Barcelos (2)                                        | lligueta                                               | SL Benfica                                             |       |
| LXIII                                                                 | 1996-97   | SL Benfica (19)                                        | lligueta                                               | OC Barcelos                                            |       |
| LXIV                                                                  | 1997-98   | SL Benfica (20)                                        | lligueta                                               | FC Porto                                               |       |
| LXV                                                                   | 1998-99   | FC Porto (9)                                           | lligueta                                               | OC Barcelos                                            |       |
| LXVI                                                                  | 1999-00   | FC Porto (10)                                          | lligueta                                               | OC Barcelos                                            |       |
| LXVII                                                                 | 2000-01   | OC Barcelos (3)                                        | lligueta                                               | SL Benfica                                             |       |
| LXVIII                                                                | 2001-02   | FC Porto (11)                                          | lligueta                                               | SL Benfica                                             |       |
| LXIX                                                                  | 2002-03   | FC Porto (12)                                          | lligueta                                               | OC Barcelos                                            |       |
| LXX                                                                   | 2003-04   | FC Porto (13)                                          | lligueta                                               | OC Barcelos                                            |       |
| LXXI                                                                  | 2004-05   | FC Porto (14)                                          | lligueta                                               | SL Benfica                                             |       |
| LXXII                                                                 | 2005-06   | FC Porto (15)                                          | lligueta                                               | SL Benfica                                             |       |
| LXXIII                                                                | 2006-07   | FC Porto (16)                                          | lligueta                                               | SL Benfica                                             |       |
| LXXIV                                                                 | 2007-08   | FC Porto (17)                                          | lligueta                                               | SL Benfica                                             |       |
| LXXV                                                                  | 2008-09   | FC Porto (18)                                          | lligueta                                               | AJ Viana                                               |       |
| LXXVI                                                                 | 2009-10   | FC Porto (19)                                          | lligueta                                               | AJ Viana                                               |       |
| LXXVII                                                                | 2010-11   | FC Porto (20)                                          | lligueta                                               | SL Benfica                                             |       |
| LXXVIII                                                               | 2011-12   | SL Benfica (21)                                        | lligueta                                               | FC Porto                                               | [ 2 ] |
| LXXIX                                                                 | 2012-13   | FC Porto (21)                                          | lligueta                                               | SL Benfica                                             |       |
| LXXX                                                                  | 2013-14   | AD Valongo (1)                                         | lligueta                                               | SL Benfica                                             | [ 3 ] |
| LXXXI                                                                 | 2014-15   | SL Benfica (22)                                        | lligueta                                               | FC Porto                                               | [ 4 ] |
| LXXXII                                                                | 2015-16   | SL Benfica (23)                                        | lligueta                                               | FC Porto                                               |       |
| LXXXIII                                                               | 2016-17   | FC Porto (22)                                          | lligueta                                               | SL Benfica                                             |       |
| LXXXIV                                                                | 2017-18   | Sporting CP (8)                                        | lligueta                                               | SL Benfica                                             |       |
| LXXXV                                                                 | 2018-19   | FC Porto (23)                                          | lligueta                                               | UD Oliveirense                                         | [ 5 ] |
| LXXXVI                                                                | 2019-20   | Edició suspesa pel risc públic de contagi del COVID-19 | Edició suspesa pel risc públic de contagi del COVID-19 | Edició suspesa pel risc públic de contagi del COVID-19 | [ 6 ] |
| LXXXVII                                                               | 2020-21   | Sporting CP (9)                                        | 3-1                                                    | FC Porto                                               | [ 7 ] |
| LXXXVIII                                                              | 2021-22   | FC Porto (24)                                          | 3-2                                                    | SL Benfica                                             | [ 8 ] |
| LXXXIX                                                                | 2022-23   | SL Benfica (24)                                        | 3-1                                                    | Sporting CP                                            | [ 9 ] |
| XC                                                                    | 2023-24   | FC Porto (25)                                          | 3-1                                                    | SL Benfica                                             |       |

| Equip                                 | Campió | Subcampió | Anys campió | Anys subcampió |
| ------------------------------------- | ------ | --------- | --- | --- |
| Futebol Clube do Porto                | 25     | 12        | 1982-83, 1983-84, 1984-85, 1985-86, 1986-87, 1988-89, 1989-90, 1990-91, 1998-99, 1999-00, 2001-02, 2002-03, 2003-04, 2004-05, 2005-06, 2006-07, 2007-08, 2008-09, 2009-10, 2010-11, 2012-13, 2016-17, 2018-19, 2021-22, 2023-24 | 1968-69, 1969-70, 1974-75, 1975-76, 1978-79, 1987-88, 1991-92, 1992-93, 1997-98, 2011-12, 2014-15, 2015-16, 2020-21                                                                         |
| Sport Lisboa e Benfica                | 24     | 18        | 1950-51, 1951-52, 1955-56, 1956-57, 1959-60, 1960-61, 1965-66, 1966-67, 1967-68, 1969-70, 1971-72, 1973-74, 1978-79, 1979-80, 1980-81, 1991-92, 1993-94, 1994-95, 1996-97, 1997-98, 2011-12, 2014-15, 2015-16, 2022-23          | 1953-54, 1954-55, 1961-62, 1972-73, 1981-82, 1982-83, 1985-86, 1995-96, 2000-01, 2001-02, 2004-05, 2005-06, 2006-07, 2007-08, 2010-11, 2012-13, 2013-14, 2016-17, 2017-18, 2021-22, 2023-24 |
| Sporting Clube de Portugal            | 9      | 5         | 1938-39, 1974-75, 1975-76, 1976-77, 1977-78, 1981-82, 1987-88, 2017-18, 2020-21 | 1979-80, 1980-81, 1983-84, 1984-85, 2022-23 |
| Clube Desportivo Paço de Arcos        | 8      | 7         | 1941-42, 1943-44, 1944-45, 1945-46, 1946-47, 1947-48, 1952-53, 1954-55 | 1940-41, 1948-49, 1949-50, 1950-51, 1951-52, 1957-58, 1959-60 |
| Hóquei Clube de Sintra                | 4      | 5         | 1948-49, 1949-50, 1957-58, 1958-59 | 1943-44, 1944-45, 1945-46, 1946-47, 1947-48 |
| Óquei Clube de Barcelos               | 3      | 10        | 1992-93, 1995-96, 2000-01 | 1988-89, 1989-90, 1990-91, 1993-94, 1994-95, 1996-97, 1998-99, 1999-00, 2002-03, 2003-04 |
| Clube Futebol Benfica                 | 3      | 1         | 1939-40, 1940-41, 1942-43 | 1941-42 |
| Grupo Desportivo de Maputo            | 3      | 0         | 1968-69, 1970-71, 1972-73 | — |
| Clube Atlético de Campo de Ourique    | 1      | 3         | 1953-54 | 1952-53, 1957-58, 1960-61 |
| Clube Ferroviário de Maputo           | 1      | 3         | 1961-62 | 1965-66, 1967-68, 1970-71 |
| Grupo Desportivo Fabril do Barreiro   | 1      | 0         | 1964-65 | — |
| Associação Desportiva de Valongo      | 1      | 0         | 2013-14 | — |
| Clube Infante Sagres                  | 0      | 4         | — | 1938-39, 1939-40, 1955-56, 1973-74 |
| Associação Desportiva de Oeiras       | 0      | 3         | — | 1964-65, 1976-77, 1977-78 |
| Associação Juventude de Viana         | 0      | 2         | — | 2008-09, 2009-10 |
| União Desportiva Oliveirense          | 0      | 2         | — | 1986-87, 2018-19 |
| Académico Futebol Clubee              | 0      | 1         | — | 1942-43 |
| Grupo Dramático e Sportivo de Cascais | 0      | 1         | — | 1956-57 |
| Clube Desportivo Malhangalene         | 0      | 1         | — | 1966-67 |
| GD Banco Comercial Angola             | 0      | 1         | — | 1971-72 |